# Smicroplectrus
Smicroplectrus is een geslacht van insecten uit de orde vliesvleugeligen (Hymenoptera) en de familie Ichneumonidae.

## Soorten
- S. bohemani (Holmgren, 1857)
- S. cornutus Kasparyan, 1990
- S. costulatus Thomson, 1883
- S. erosus (Holmgren, 1857)
- S. excisus Kerrich, 1952
- S. heinrichi Kerrich, 1952
- S. hinzi Kasparyan, 1990
- S. inversus Kasparyan, 1976
- S. irroratus Kasparyan, 1990
- S. jucundus (Holmgren, 1857)
- S. nigricornis Kasparyan, 1976
- S. parvipecten Kasparyan, 1990
- S. paulipecten Kasparyan, 1990
- S. perkinsorum Kerrich, 1952
- S. quinquecinctus (Gravenhorst, 1820)